# Кон Ю
Кон Джичхоль (кор. 공지철?, 孔劉?; более известный под псевдонимом Кон Ю (кор. 공유); род. 10 июля 1979, Пусан, Республика Корея) — южнокорейский актёр. Наибольшую известность получил благодаря ролям в дорамах «Первое кафе „Принц“» (2007), «Гоблин» (2016—2017) и «Игра в кальмара» (2021—2024), а также фильмах «Суровое испытание» (2011), «Поезд в Пусан» (2016),«Секретный агент» (2016). Лауреат престижных корейских премий «Голубой дракон» и «Пэксан».
Его псевдоним образовался из фамилии отца Кон (кор. 공) и фамилии матери Ю (кор. 유).

## Ранняя жизнь и образование
Кон Ю получил школьное образование в Пусане в начальной школе Накмин (окончил в 1992), в средней школе Нэсун (окончил в 1995), в старшей школе Донин (окончил в 1998). Затем окончил Университет Кёнхи со степенью бакалавра по специализации «Театр» в 2000 году. Там же окончил магистратуру по направлению «Актёрское мастерство» в 2005 году.

## Карьера

### 2001—2004: Начало карьеры
В 2000 году Кон Ю начал свою карьеру на кабельном телевидении ведущим программы «Mnet», а в 2001 дебютировал в качестве актёра в дораме «Школа 4». После этого сыграл несколько эпизодических ролей в дорамах и фильмах, был ведущим музыкальной программы «Music Camp» в 2004 году.

### 2005—2007: Первое кафе «Принц» и прорыв
В 2005 году Кон Ю получил свою первую главную роль в дораме «Мой любимый учитель» вместе c актрисой Кон Хёджин. Затем последовала романтическая мелодрама «Один прекрасный день» (2006).
В 2007 году Кон Ю взяли на главную роль в романтической комедии «Первое кафе „Принц“», которая стала прорывом в его актёрской карьере. Популярность дорамы не только укрепила его статус в качестве ведущего актёра, но и сделала звездой халлю.

### 2008—2015: Военная служба и возвращение
14 января 2008 года, на пике своей популярности, Кон Ю был призван в армию для прохождения обязательной военной службы. 8 месяцев провёл на границе с Северной Кореей в Чхорвоне (считается службой на передовой), затем был переведён в информационное агентство Министерства обороны, где служил в отделе по связям с общественностью. С 3 ноября он также работал диджеем на армейском радио. Закончил службу 9 декабря 2009 года.

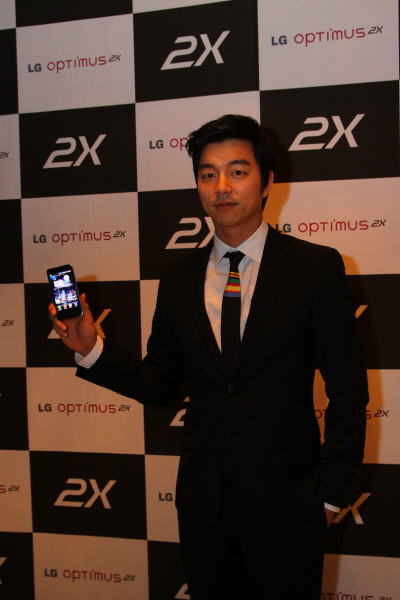
Кон Ю в январе 2011 года

После возвращения из армии Кон Ю снялся в романтической комедии «В поисках Мистера Судьбы» 2010 года. Параллельно он работал над фильмом по роману Кон Джи Ён «Суровое испытание», который произвёл на него сильнейшее впечатление ещё во время службы в армии. Фильм, основанный на реальных событиях, рассказывает о насилии над детьми-инвалидами в воспитательном учреждении. Вышедший 22 сентября 2011 года фильм всколыхнул общественность, что привело к повторному расследованию инцидентов. Призыв к законодательной реформе достиг Национального собрания, где в конце октября 2011 года был успешно принят законопроект об ужесточении наказания за сексуальные преступления над несовершеннолетними и инвалидами. Законопроект получил название «закон Догани» в честь корейского названия фильма.
К сериалам Кон Ю вернулся лишь в 2012 году, снявшись в главной роли в дораме сестёр Хон «Большой». Первоначально дорама была хорошо принята, но финал подвергся резкой критике.

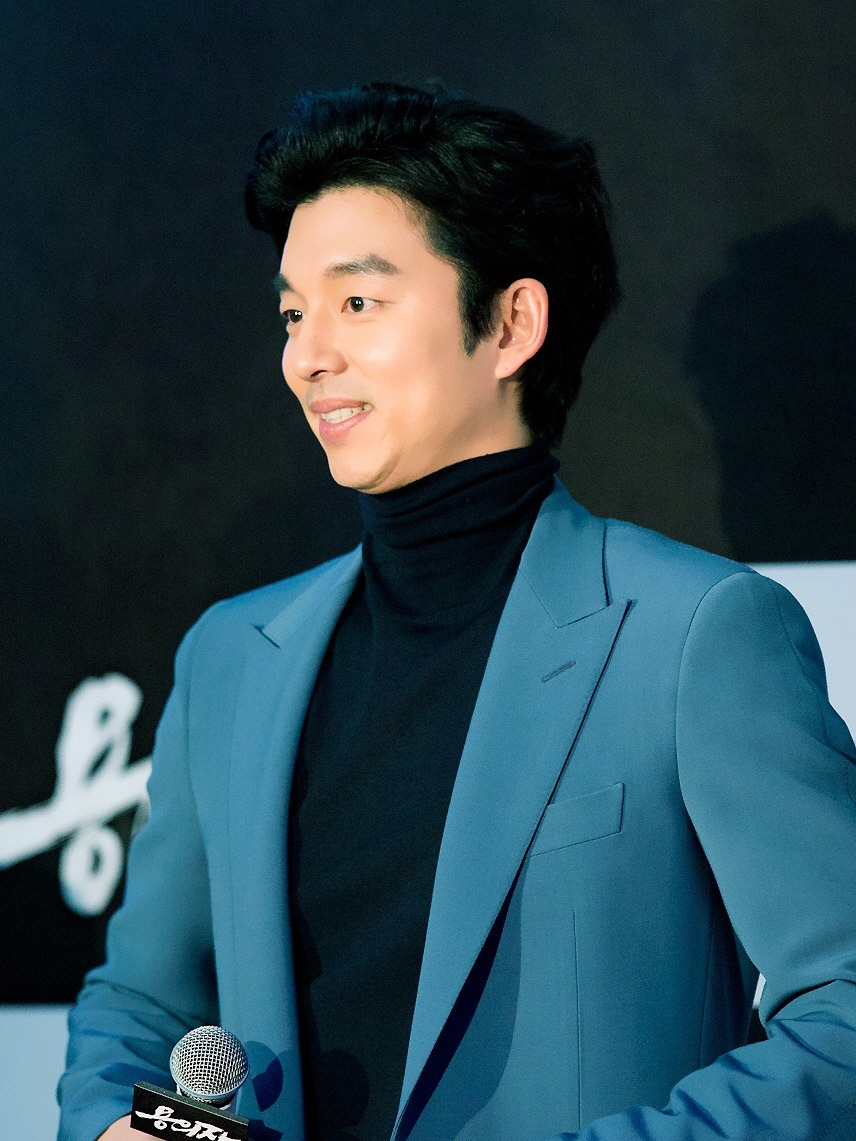
Кон Ю в 2013 году

В 2013 году Кон Ю вернулся на большие экраны в фильме «Подозреваемый», где сыграл северокорейского перебежчика, ставшего жертвой политических интриг. В ноябре 2013 актёр был назначен специальным представителем Детского Фонда Организации Объединённых Наций (ЮНИСЕФ) в Корее в связи с празднованием 24-летия со дня принятия конвенции о правах ребёнка. В этом качестве актёр посетил Камбоджу.
Весной 2014 года Кон Ю работал над озвучкой мультфильма «Кожа цвета мёд» о судьбе усыновлённых в Европу корейских детей. В специальной версии мультфильма Кон Ю озвучивает (описывает происходящее) сцены для детей с ограниченными возможностями.
7 июля 2014 года Кон Ю был назначен послом Национальной налоговой службы вместе с актрисой Ха Дживон, как образцовый налогоплательщик.

### 2016 — настоящее время: Карьерный всплеск
В 2016 году Кон Ю пережил новый подъём после череды успешных работ. Его первым фильмом в 2016 году стала мелодрама «Мужчина и женщина» со знаменитой актрисой Чон Доён. Затем последовал зомби-блокбастер «Поезд в Пусан». Премьера фильма состоялась на 69-м Каннском кинофестивале вне конкурсной программы, в рамках «Полуночных показов», и была встречена бурными аплодисментами. «Поезд в Пусан» стал самым кассовым фильмом года в Южной Корее, который посмотрело свыше 11 миллионов зрителей. Он также стал самым успешным южнокорейским фильмом за всю историю в Малайзии, Гонконге и Сингапуре. 24 ноября 2016 года «Поезд в Пусан» вышел в прокат и в России. Затем Кон Ю исполнил одну из главных ролей в драме «Секретный агент», который повествует о корейских борцах за независимость во время японской оккупации. Фильм посмотрело свыше 7 миллионов зрителей.
В декабре 2016 года Кон Ю вернулся на телевидение в фэнтези-драме Ким Ын Сук «Гоблин». Дорама имела колоссальный успех, а Кон Ю получил награду как «Лучший актёр» на 53-й церемонии «Пэксан». На момент выхода дорама занимала 3 место в списке самых рейтинговых кабельных сериалов. Дорама пользовалась бешеной популярностью и в Китае, несмотря на бан халлю в стране. Пиратские копии с китайскими субтитрами распространялись по всему интернету. Согласно статистике Weibo, о Кон Ю было создано 420 миллионов записей. Актёр стал самой запрашиваемой личностью в Baidu.
В январе 2019 актёр начал съёмки в фильме «Ким Джи Ён, 1982 года рождения», основанном на одноимённом романе 2016 года. Фильм, как и в своё время книга, подвергся критике антифеминистов. В первую неделю проката фильм занимал первое место по кассовым сборам, а за 18 дней собрал свыше 3 миллионов просмотров и получил чрезвычайно положительные отзывы от женской аудитории. На церемонии вручения премии «Пэксан» он был номинирован в категории «Лучший фильм года».
С апреля по октябрь 2019 года Кон Ю снимался в фильме режиссёра Ли Ён Джу «Первый клон». Его персонаж — бывший агент разведки, который оказывается втянутым в погоню за человеческим клоном, хранящим секрет вечной жизни. Премьера фильма состоялась 15 апреля 2021 года в кинотеатрах Кореи, а также на платформе TVING.
В марте 2020 года Кон Ю присоединился к актёрскому составу фильма Ким Тхэ Ёна «Страна чудес», где сыграет вместе с китайской актрисой Тан Вэй. Это история моделированной реальности, где люди могут воссоединиться с любимыми, с которыми они больше не могут встретиться в реальности.

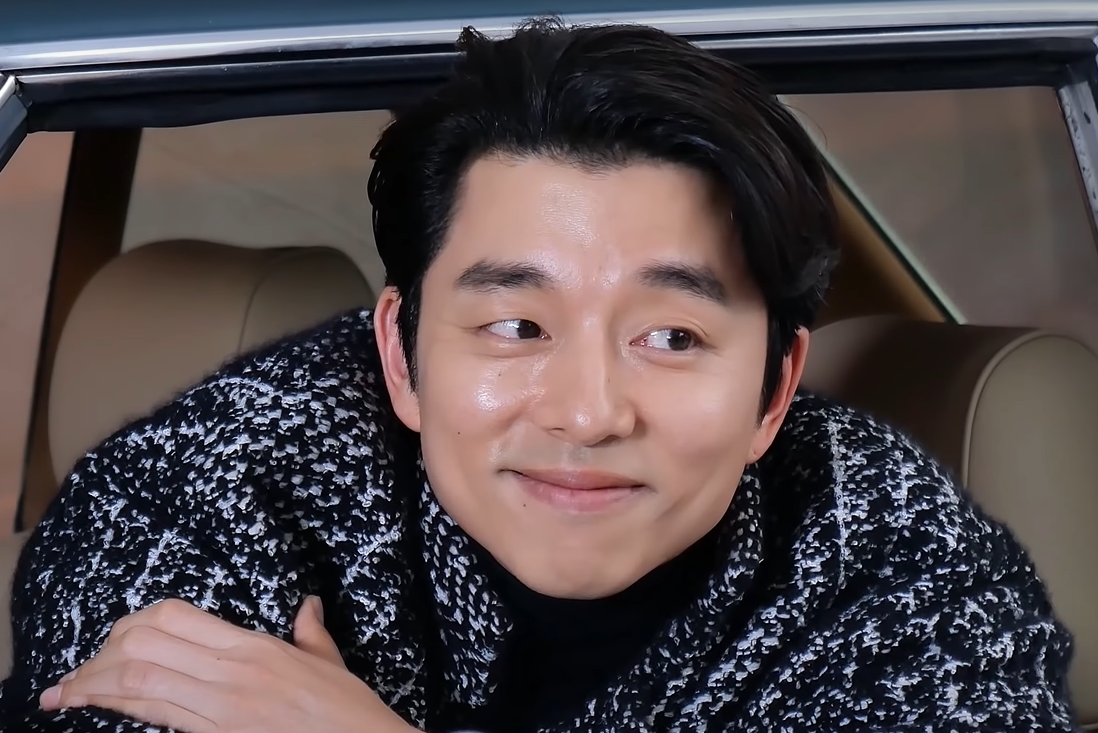
Кон Ю в 2021 году

В апреле 2020 года появились сообщения о том, что Кон Ю предложена главная роль в сериале производства Netflix «Море Спокойствия». Научно-фантастический триллер рассказывает о будущем, где Земля превращается в огромную пустыню, что ведёт к нехватке воды и продовольствия. Специальная команда отправляется на поиски загадочных образцов с исследовательской базы, оставленной на Луне. Премьера состоялась декабре 2021 года. Реакция фанатов на сериал была неоднозначной, но он возглавил мировые чарты Netflix, став самым популярным сериалом не на английском языке уже на второй неделе показа. Обзор Forbes назвал его одним из «лучших научно-фантастических сериалов Netflix на сегодняшний день».
Также в 2021 году Кон Ю появился в первом сезоне сериала Netflix «Игра в кальмара» в роли вербовщика. Режиссёром и сценаристом проекта выступил Хван Дон Хёк, с которым Кон Ю ранее работал над фильмом «Суровое испытание». В 2024 году он повторил эту роль в первых двух эпизодах второго сезона. Его короткое появление во втором сезоне получило положительные отзывы от поклонников в социальных сетях.

## Фильмография

### Кино
| Год  | Название                       | Роль         | Примечание                                  |
| ---- | ------------------------------ | ------------ | ------------------------------------------- |
| 2003 | Моя подруга — репетитор        | Ли Чон Су    |                                             |
| 2004 | Интимный дневник               | Ю Ин         |                                             |
| 2004 | Суперзвезда Кам Са Ён          | Пак Чоль Су  |                                             |
| 2004 | Шпионка                        | Чхве Ко Бон  |                                             |
| 2005 | Она при исполнении             | Кан Но Ён    |                                             |
| 2007 | Подобный дракону               | Пак Чоль     | Адаптация компьютерной игры «Ryu Ga Gotoku» |
| 2010 | В поисках Мистера Судьбы       | Хан Джи Джун | Адаптация мюзикла «Finding Kim Jong-wook»   |
| 2011 | Суровое испытание              | Кан Ин Хо    | Адаптация одноимённого романа 2009 года     |
| 2013 | Подозреваемый                  | Джи Дон Чоль |                                             |
| 2016 | Мужчина и женщина              | Ки Хон       |                                             |
| 2016 | Поезд в Пусан                  | Сок Ву       |                                             |
| 2016 | Секретный агент                | Ким У Джин   |                                             |
| 2019 | Ким Джи Ён, 1982 года рождения | Чон Дэ Хён   | Адаптация одноимённого романа 2016 года     |
| 2021 | Первый клон                    | Мин Ги Хон   |                                             |
| 2024 | Страна чудес                   | Сон Джун     |                                             |

### Телевидение
| Год       | Название                           | Роль                     | Примечание                                    |
| --------- | ---------------------------------- | ------------------------ | --------------------------------------------- |
| 2001      | Школа 4                            | Хван Тхэ Ен              | Эпизоды 29-48                                 |
| 2002      | Жестокая любовь                    | Со Кен Чхоль             |                                               |
| 2002      | Всякий раз, когда сердце бьётся    | Пак Чан Хо               |                                               |
| 2003      | Моя комната, твоя комната          | Ким Сон Чжун             | Веб-дорама                                    |
| 2003      | 20 лет                             | Со Джун                  |                                               |
| 2003      | Экран                              | Ким Чжун Пе              |                                               |
| 2003      | Лучший театр MBC: Летающая тарелка | Ки Джин                  | Эпизод 533                                    |
| 2005      | Мой любимый учитель                | Пак Тэ Ин                |                                               |
| 2006      | Один прекрасный день               | Со Гун                   |                                               |
| 2007      | Первое кафе «Принц»                | Чхве Хан Кёль            | Адаптация одноимённого романа 2006 года       |
| 2012      | Большой                            | Со Юн Чжэ / Кан Ген Чжун |                                               |
| 2013      | Агентство знакомств «Сирано»       | Волшебник                | Эпизод 9, камео                               |
| 2016—2017 | Гоблин                             | Гоблин / Ким Син         |                                               |
| 2021—2024 | Игра в кальмара                    | Вербовщик                | сезон 1 (эпизоды 1, 9); сезон 2 (эпизоды 1—2) |
| 2021      | Море спокойствия                   | Юн Чжэ                   |                                               |

### Музыкальные видео
| Год  | Название                        | Артист            | Примечание |
| ---- | ------------------------------- | ----------------- | ---------- |
| 2001 | «Why February Theme» — Be Happy | Zoy Project First |            |
| 2014 | How I Am                        | Ким Дон Рюль      |            |

### Дискография
| Год  | Название          | Альбом                           | Примечание |
| ---- | ----------------- | -------------------------------- | ---------- |
| 2010 | Second First Love | фильм «В поисках Мистера Судьбы» | Саундтрек  |
| 2012 | Because It’s You  | дорама «Большой»                 | Саундтрек  |

## Награды
| Год  | Награда                                     | Категория                                        | Номинированная работа         | Результат |
| ---- | ------------------------------------------- | ------------------------------------------------ | ----------------------------- | --------- |
| 2002 | KBS Drama Awards                            | Лучший новый актёр                               | дорама «Жестокая любовь»      | Номинация |
| 2003 | SBS Drama Awards                            | Новая звезда                                     | дорама «Экран»                | Победа    |
| 2005 | SBS Drama Awards                            | Высокое мастерство, лучший актёр в мини-сериале  | дорама «Мой любимый учитель»  | Номинация |
| 2006 | MBC Drama Awards                            | Специальная награда, лучший актёр в мини-сериале | дорама «Один прекрасный день» | Победа    |
| 2007 | Mnet 20’s Choice Awards                     | Лучший стиль                                     | —                             | Победа    |
| 2007 | MBC Drama Awards                            | Высокое мастерство                               | дорама «Первое кафе „Принц“»  | Победа    |
| 2007 | MBC Drama Awards                            | Самый популярный актёр                           | дорама «Первое кафе „Принц“»  | Номинация |
| 2007 | MBC Drama Awards                            | Лучшая экранная пара (с Ю Ын Хё)                 | дорама «Первое кафе „Принц“»  | Номинация |
| 2011 | Кинопремия «Голубой дракон»                 | Лучший актёр                                     | фильм «Суровое испытание»     | Номинация |
| 2011 | Кинопремия «Голубой дракон»                 | Самый популярный актёр                           | фильм «Суровое испытание»     | Победа    |
| 2012 | Премия «Пэксан»                             | Лучший актёр (кино)                              | фильм «Суровое испытание»     | Номинация |
| 2012 | KBS Drama Awards                            | Высокое мастерство, лучший актёр в мини-сериале  | дорама «Большой»              | Номинация |
| 2012 | KBS Drama Awards                            | Лучшая экранная пара (с Ли Мин Чжон)             | дорама «Большой»              | Номинация |
| 2013 | Seoul International Drama Awards            | Выдающийся корейский актёр                       | дорама «Большой»              | Номинация |
| 2014 | Chunsa Film Art Awards                      | Лучший актёр                                     | фильм «Подозреваемый»         | Номинация |
| 2014 | 48-й День Налогоплательщика                 | Президентская награда                            | —                             | Победа    |
| 2014 | Korea Culture and Entertainment Awards      | Высочайшее мастерство, киноактёр                 | фильм «Подозреваемый»         | Победа    |
| 2016 | Korea Film Actors Association Awards        | Гран-при                                         | фильм «Мужчина и женщина»     | Победа    |
| 2016 | Fashionista Awards                          | Лучший стиль — Красная дорожка                   | —                             | Номинация |
| 2016 | Fashionista Awards                          | Лучший стиль — Мужчины                           | —                             | Номинация |
| 2016 | BloodGuts UK Horror Awards                  | Лучший актёр в международном фильме              | фильм «Поезд в Пусан»         | Номинация |
| 2016 | Douban Film Annual Awards                   | Самый популярный актёр                           | —                             | Победа    |
| 2017 | Seoul Creative Festival of Film Advertising | Модель года                                      | —                             | Победа    |
| 2017 | Азиатская кинопремия                        | Лучший актёр                                     | фильм «Поезд в Пусан»         | Номинация |
| 2017 | iHorror Awards                              | Лучший актёр — фильм ужасов                      | фильм «Поезд в Пусан»         | Номинация |
| 2017 | Премия «Пэксан»                             | Лучший актёр (ТВ)                                | дорама «Токкэби»              | Победа    |
| 2017 | Brand of the Year Awards                    | Актёр года                                       | дорама «Токкэби»              | Победа    |
| 2017 | Fangoria Chainsaw Awards                    | Лучший актёр                                     | фильм «Поезд в Пусан»         | Номинация |
| 2017 | Chunsa Film Art Awards                      | Лучший актёр                                     | фильм «Поезд в Пусан»         | Номинация |
| 2017 | Korea Advertisers Association Awards        | Лучшая модель                                    | —                             | Победа    |
| 2017 | Fashionista Awards                          | Лучший стиль — ТВ и кино                         | дорама «Токкэби»              | Номинация |
| 2020 | Brand Customer Loyalty Award                | Рекламная модель                                 | —                             | Победа    |